# Jean-Denis Vandenbroucke
Jean-Denis Vandenbroucke (Moeskroen, 11 oktober 1976) is een Belgisch voormalig professioneel wielrenner. Vandenbroucke won geen enkele professionele koers.
Zijn vader, Jean-Luc Vandenbroucke, was een succesvolle wielrenner, evenals zijn neef Frank Vandenbroucke.

## Grote rondes
Geen